# 格蘭特縣 (威斯康辛州)
格蘭特縣（英語：Grant County）是美國威斯康辛州西南部的一個縣，南鄰伊利諾伊州，西鄰愛阿華州。面積3,065平方公里。根據美國2000年人口普查，共有人口49,597。縣治蘭開斯特 (Lancaster)。
成立於1836年。縣名紀念南北戰爭北軍將領、後來成為第十八任總統的尤里西斯·格蘭特 (Ulysses S. Grant)。